# Adelsfanan

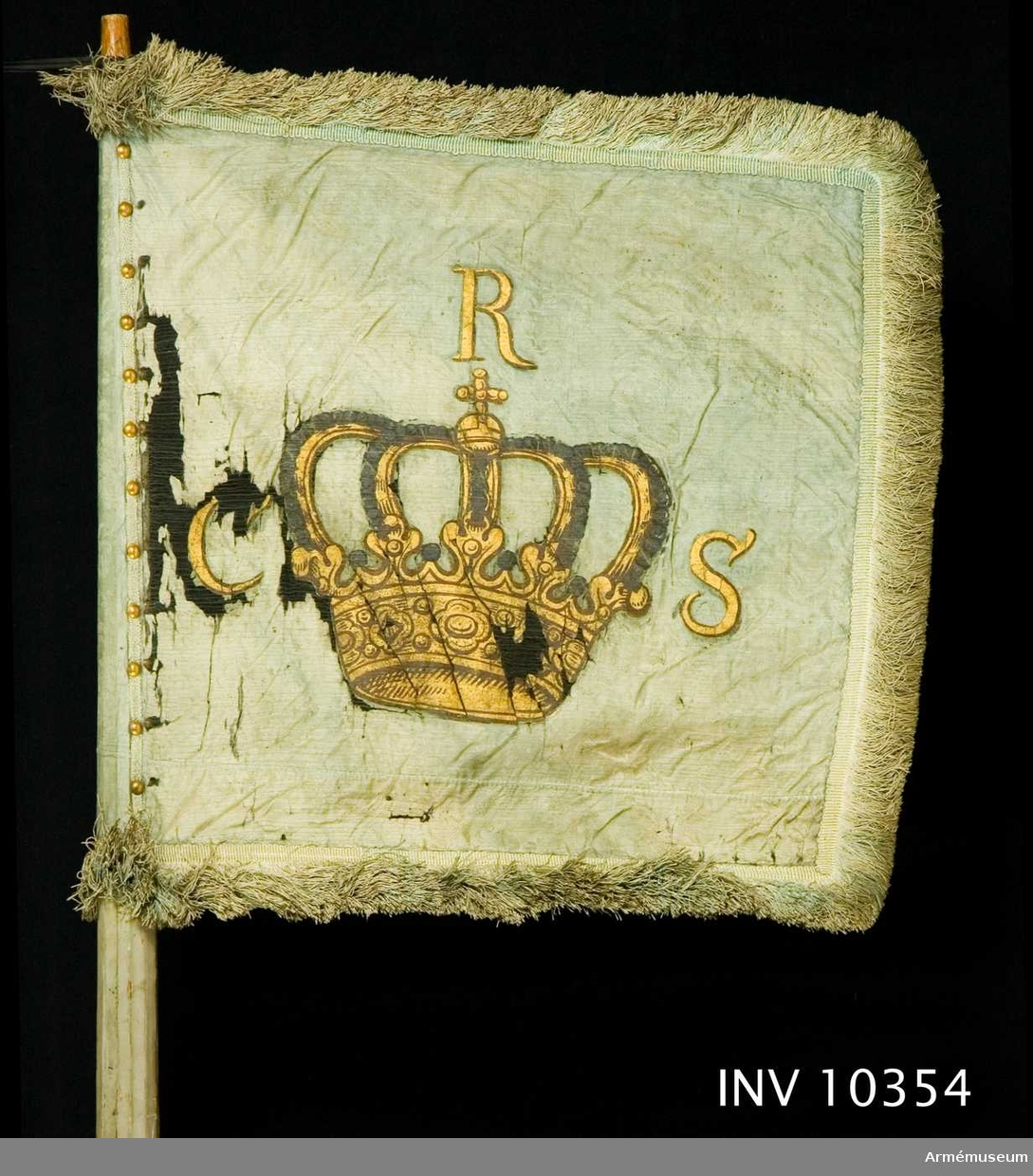
Kompanistandar för adelsfanan i Östersjöprovinserna under Stora nordiska kriget.

Adelsfanan var Sveriges allra första reguljära kavalleriförband och kan möjligen härledas ända tillbaka till Alsnö stadga år 1280 då den svenska adeln, som motprestation för sina privilegier, förpliktades att bistå kungen i krig genom den så kallade rusttjänsten.

## Fast organisation 1565
Fast organiserat blev adelsrytteriet dock först genom Erik XIV 1565. Från 1571 börjar namnet Adelsfanan användas. En fana var cirka 300 man. Under kung Eriks tid benämndes fanorna efter landskapen och efter färgerna på rustningarna. I Finland skapades den första fanan för rytteriet år 1555 men blev inte självständigt förband förrän på 1570-talet. Under hertig Karl (senare Karl IX) var standardstorleken på fanan 120 man. Organisationen varierade genom tiderna, genomsnittligt motsvarade Adelsfanan ett mindre kavalleriregemente. När det svenska kavalleriet (fanorna) organiserades i regementen behöll Adelsfanan sitt namn. Samtliga officerare var adliga. Under Gustav II Adolfs tid hade Adelsfanan tre kompanier i Sverige och ett i Finland. I 1634 års regeringsform anges Adelsfanans rang främst inom rytteriet.

## Omorganisationer
År 1640 omorganiserades Adelsfanan och ett fjärde kompani kom till. Efter 1658 då Skåne blev svenskt sattes även ett femte kompani upp i Skåne. På 1680-talet ökades den till sex kompanier: Upplands, Finlands, Västgöta, Södermanlands, Östgöta och Skånska. Manskapet uppsattes enbart vid krig och enligt adelns privilegier skulle Adelsfanan enbart tjänstgöra inom Sverige. År 1702 lät dock Karl XII föra över de svenska kompanierna till de baltiska besittningarna. Adelsfanan deltog bland annat i slaget vid Lund 1676, slaget vid Fraustadt 1706 och hamnade i rysk fångenskap 1709 vid Perevolotjna dock utan att ha deltagit i slaget vid Poltava dagarna innan.

## Pappersorganisation
Förbandet upphörde i realiteten som fältdugligt förband efter Karl XII:s död 1718 och mönstrades för sista gången 1743. Kvar stod en ren pappersorganisation. Efter 1743 (regementet uppgick då till 395 man) gjordes aldrig mera någon "uppsättning" av Adelsfanan och inga generalmönstringar hölls. Att nyrekrytera mötte ändå ingen som helst svårighet. Någon tjänstgöring kom ju aldrig i fråga och adelsryttarnas skyldigheter inskränkte sig till att en gång om året anmäla sin adress hos kompanichefen. Däremot åtnjöt de frihet från vissa kronoutskylder och behövde ej ha något annat slags "laga försvar", det vill säga behövde således ej ta årstjänst eller dylikt. 

## Finska delen
Finska delen av Adelsfanan hade en styrka på 155 man och var uppsatt på samma tid och efter samma grunder som Adelsfanan i Sverige. Manskapet uppfordrades inte efter 1720 utan istället erlades en vakansavgift. Befälet däremot bibehölls fulltaligt och hade boställen och indelningar. Först 1792, i mån av att de var vakanta, drogs dessa boställen in till kronan. 

## Nedläggning
Adelsfanans befäl började, i mån av avgång, reduceras omkring 1793, varvid boställen och indelningar indrogs till kronan. År 1809 indrogs befälslönerna, och efter 1823 benämndes dess ringa återstod före detta Adelsfaneregementet, men regementet avskaffades inte formellt förrän 1901.

## Förbandschefer
- 1633–1639: Olof Stake
- 1640–1648: Fredrik Stenbock
- 1653–1657: Anton Sternberg
- 1645–1653: Carl Mauritz Lewenhaupt
- 1657–1660: Gustaf Adam Banér
- 1660–1662: Erik Leijonhufvud
- 1662–1664: Johan Wrangel
- 1664–1667: Anton Sternberg
- 1667–1674: Erik Planting-Gyllenbåga
- 1674–1677: Johan Drake
- 1677–1679: Robert Lichton
- 1679–1683: Johan Uggla
- 1683–1695: Mårten Lindhjelm
- 1695–1700: Fritz Wachtmeister
- 1701–1708: Alexander Hummerhjelm
- 1710–1712: Henning Adolph Kruuse
- 1712–1717: Otto Wilhelm Staël von Holstein
- 1717–1721: Nils Christer Baumgarten
- 1721–1727: Anders Ramsvärd
- 1727–1732: Bror Rålamb
- 1732–1749: Mårten Cronstierna
- 1749–1750: Hans Didrik Mörner
- 1750–1801: Wolter Reinhold von Stackelberg
- 1801–1813: Georg Johan De Besche

## Bilder

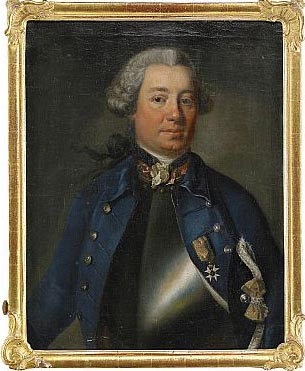
Arvid Reinhold von Gardemein iklädd uniform m/1756 för Adelsfanan samt bärande Svärdsorden på bröstet, av Johan Henrik Scheffel
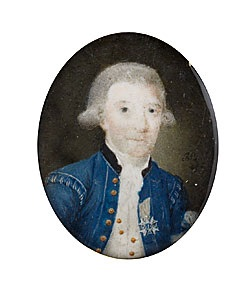
Okänd officer vid Adelsfanan iklädd Uniform m/1779, med Svärdsorden på bröstet. Av Jacob Axel Gillberg.
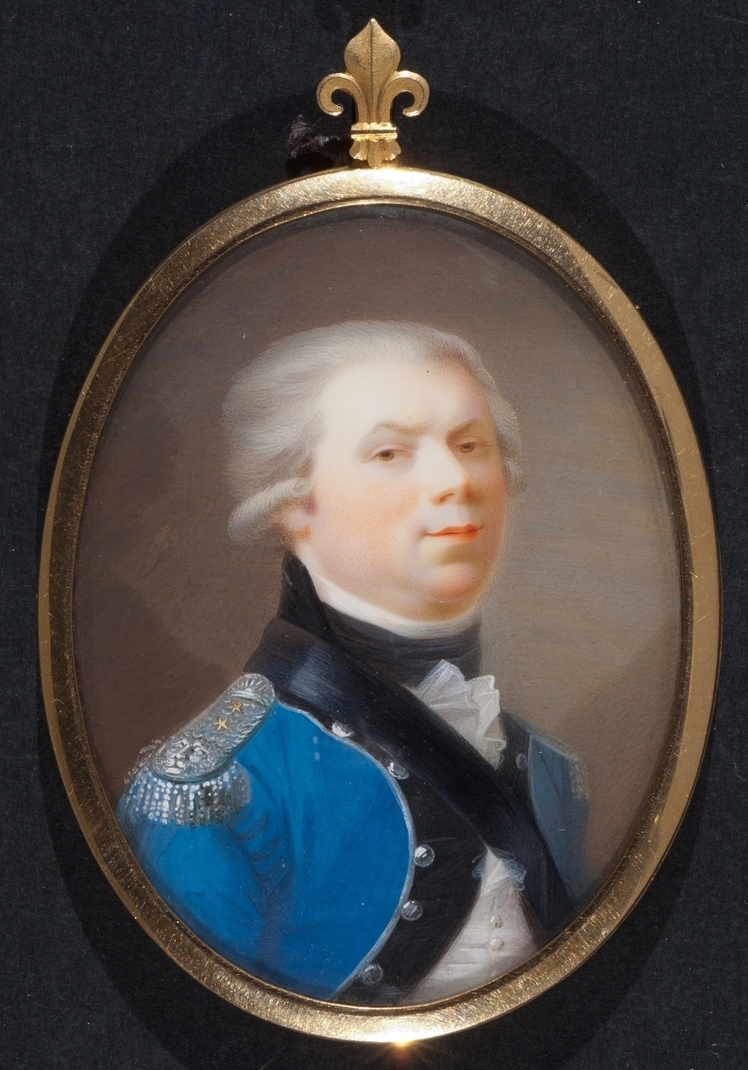
Majoren Gustaf Adolf Lilljehorn i regementets Uniform m/1792 på en miniatyr från ca 1797.
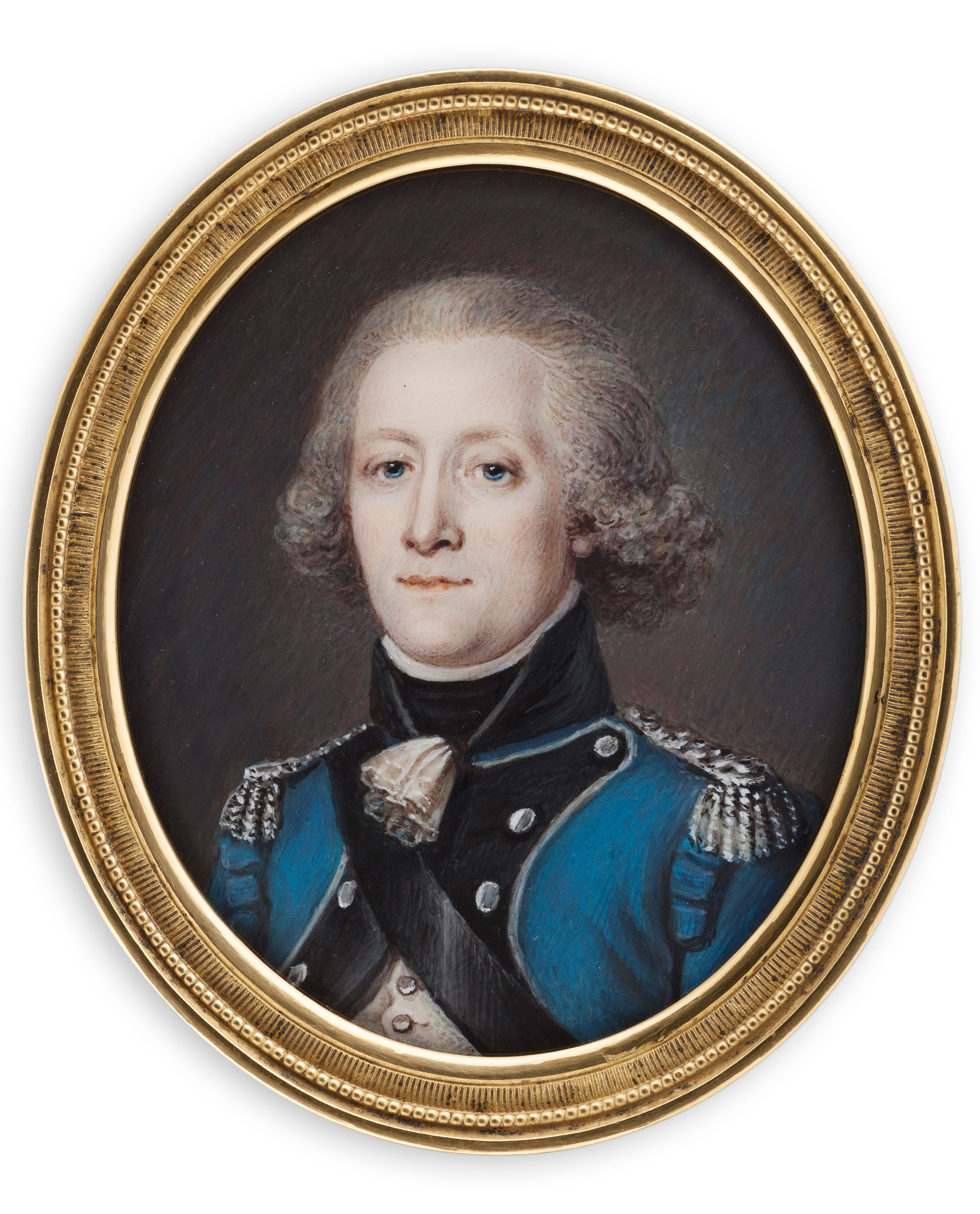
Porträtt på okänd major i regementets uniform m/1792.
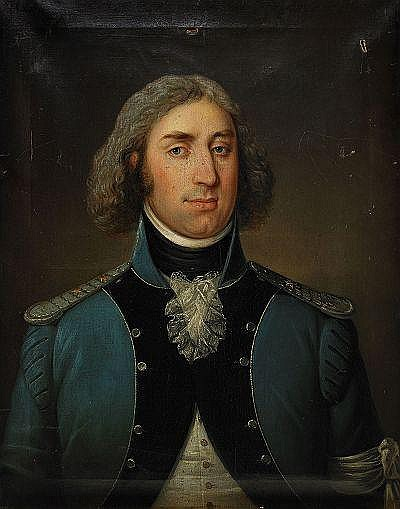
Kaptenen Adam Johan Lagerberg i regementets uniform m/1792. Målning från ca 1800 av Per Krafft d.y..
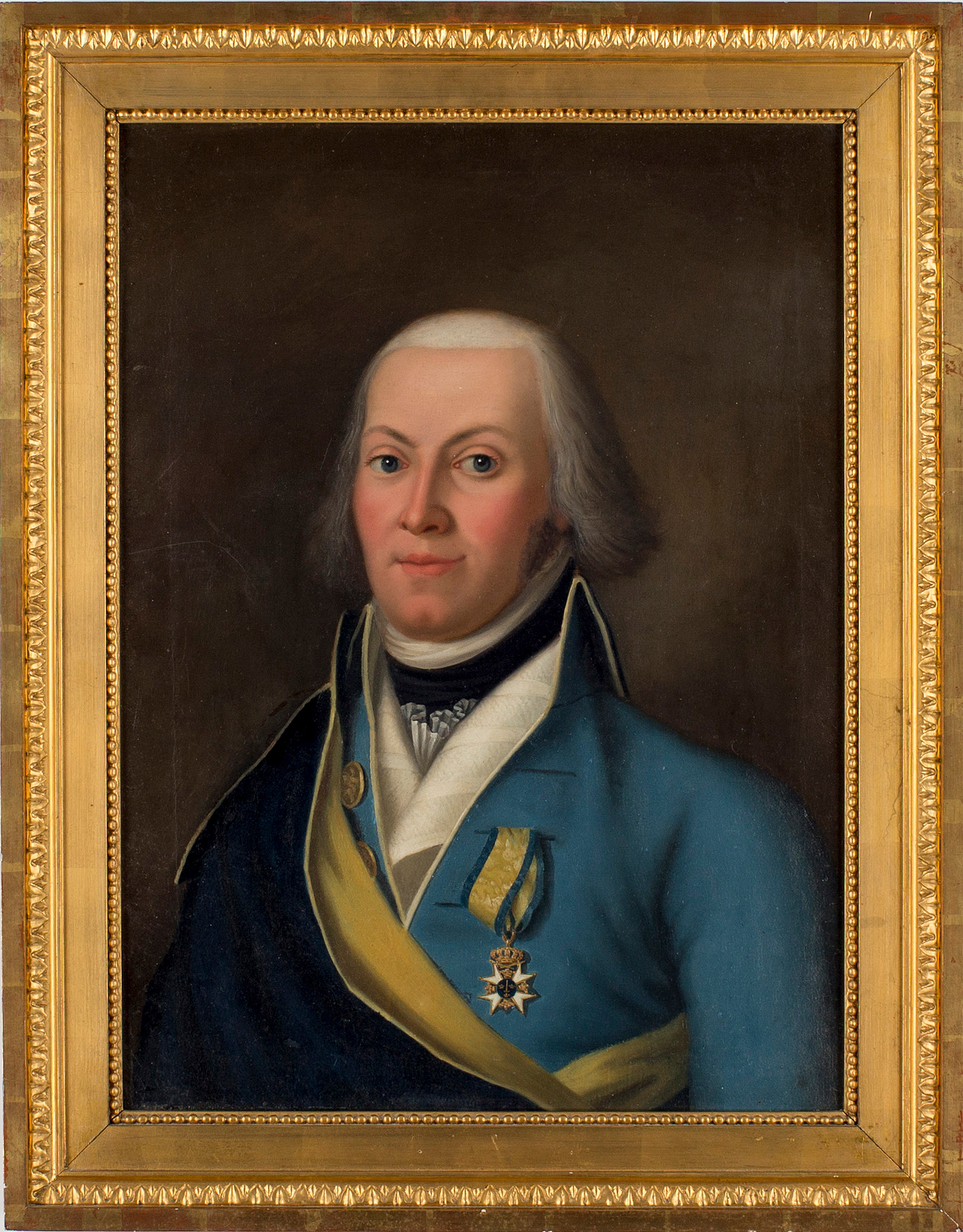
Emil Adam von Gertten i adelsfanans uniform från tidigt 1800-tal.